# James T. Hill

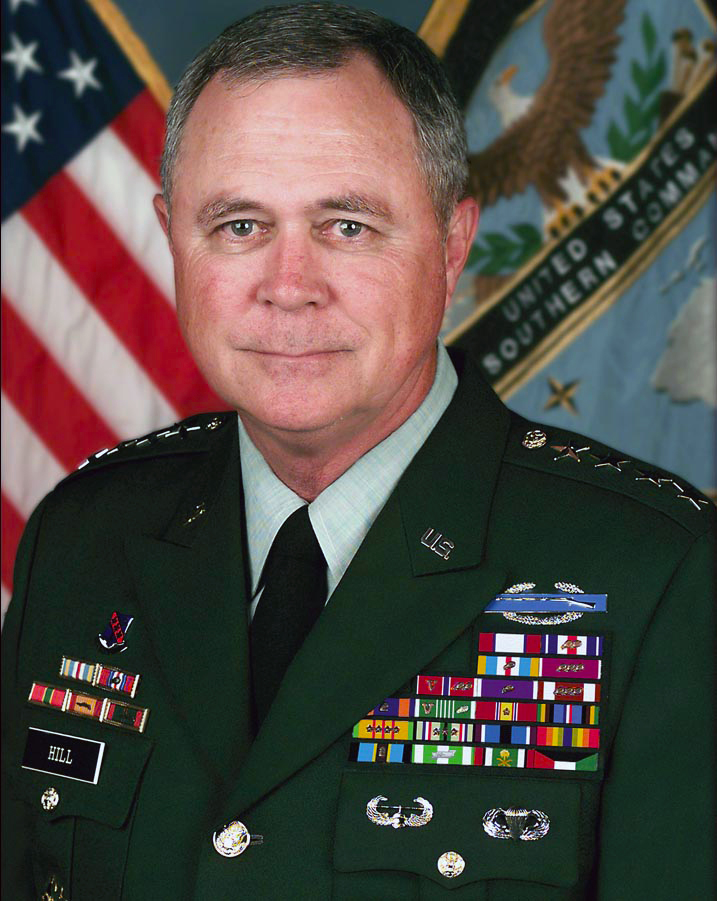
James Thomas Hill

James Thomas Hill (* 8. Oktober 1946 in Dayton,  Montgomery County,  Ohio) ist ein pensionierter Vier-Sterne-General der United States Army.  
James Hill besuchte die Schulen seiner texanischen Heimat und studierte anschließend an der Trinity University in San Antonio. Danach trat er als Leutnant der United States Army bei, wo er der Infanterie zugeteilt wurde. In der Armee durchlief er zwischen 1968 und 2004 alle Offiziersränge vom Leutnant bis zum Vier-Sterne General. Dabei absolvierte er die United States Army Infantry School, das Command and General Staff College und das National War College. Zwischenzeitlich studierte er zudem an der Central Michigan University in  Mount Pleasant. 
Zunächst war Hill in Fort Hood in Texas stationiert. Dann nahm er als Angehöriger des 502. Infanterie Regiments, eine der 101. Luftlandedivision unterstellten Einheit, für einige Zeit am Vietnamkrieg teil. Dort stieg er vom Zugführer einer Kompanie bis zum Kompaniechef auf. In den Jahren bis 1989 bekleidete er mehrere militärische Posten. So war er in Fort Benning in Georgia Kommandeur der 3d Ranger Company. Auch bei dem in Fort Hood stationierten 7. Kavallerie Regiment kommandierte er eine Kompanie. Danach war er Stabsoffizier und Kommandeur eines dem 35. Infanterie Regiment unterstellten Bataillons. Zwischenzeitlich war er auch beim Chief of Staff of the Army als Stabsoffizier tätig. 
Zwischen 1989 und 1991 kommandierte Hill eine Brigade der 101. Luftlandedivision, wobei er auch im Zweiten Golfkrieg eingesetzt wurde. Bis 1992 war dann Stabschef der 101. Luftlandedivision. Anschließend war er bis 1994 Stabsoffizier beim Joint Chiefs of Staff. Es folgte seine Ernennung zum stellvertretenden Kommandeur der 25. Infanterie Division. In dieser Funktion war er in Haiti stationiert, wo er gleichzeitig stellvertretender Kommandeur der United Nations Mission in Haiti war. Zwischen Juni 1996 und Juni 1997 war James Hill Leiter der G3 Abteilung (Operationen) des United States Army Forces Command.  Anschließend wurde er zum Kommandeur der auf Hawaii stationierten 25. Infanterie Division ernannt. Dieses Amt bekleidete er zwischen 1997 und 1999. 
Zwischen dem 30. September 1999 und dem 12. August 2002 hatte James Hill das Kommando über das I Corps, dessen Hauptquartier in  Fort Lewis im Bundesstaat Washington ansässig war bzw. immer noch ist. Danach erhielt er, nun bereits als Viersterne General, das Kommando über das United States Southern Command, das er bis 2004 ausübte. Danach ging er in den Ruhestand. Seit 2006 sitzt er im Aufsichtsrat der Fraunhofer-Gesellschaft in den USA ("Fraunhofer USA").

## Auszeichnungen
Auswahl der Dekorationen, sortiert in Anlehnung der Order of Precedence of the Military Awards:
- Army Distinguished Service Medal
- Silver Star (3×)
- Defense Superior Service Medal (2×)
- Legion of Merit (4×)
- Bronze Star (3×)
- Purple Heart (2×)
- Meritorious Service Medal
- Air Medal (2×)
- Army Commendation Medal (6×)